# Kay Parker

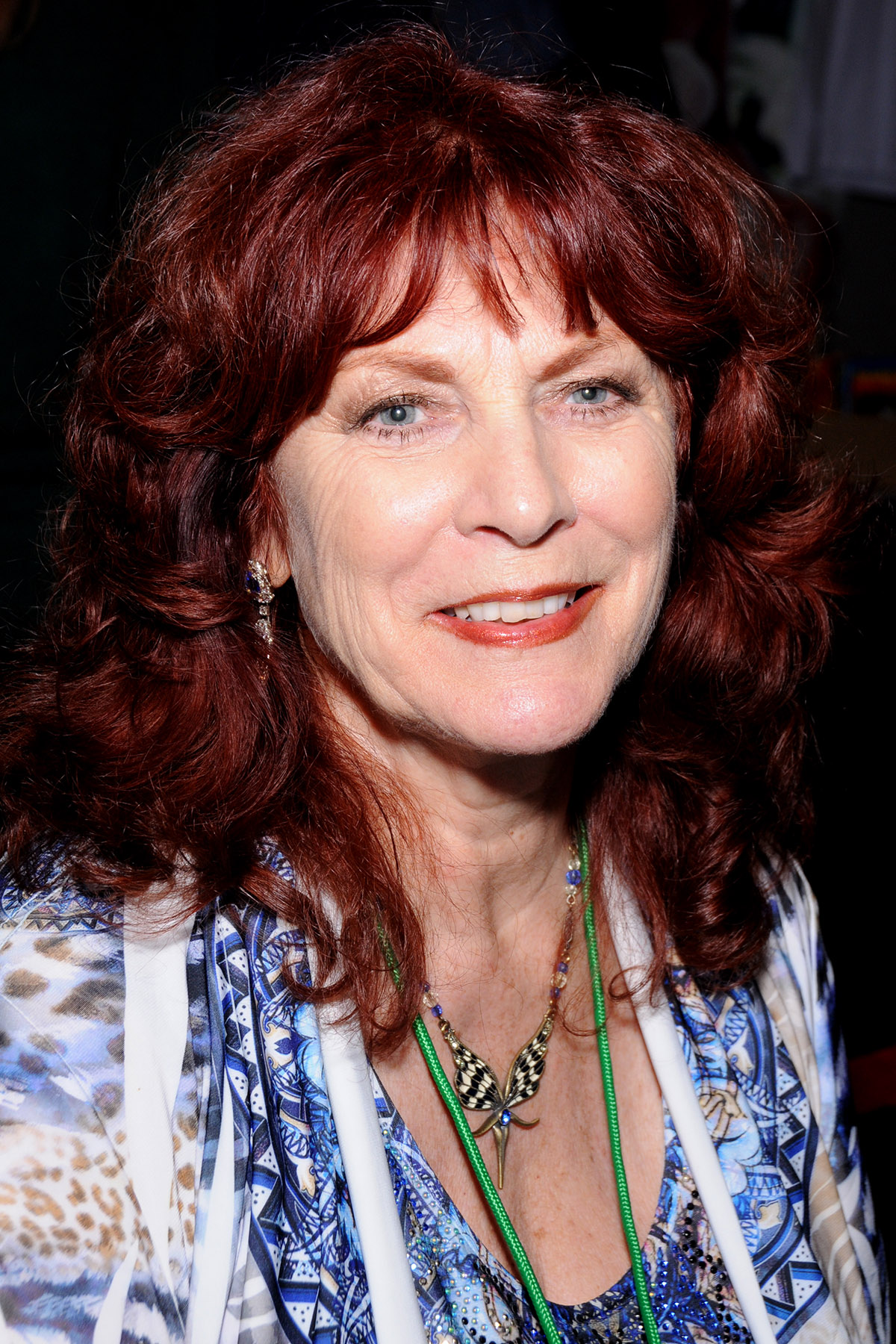
Kay Parker (2014)

Kay Rebecca Parker, geb. Taylor (* 28. August 1944 in Birmingham; † 14. Oktober 2022 in Chatsworth, Los Angeles) war eine britische Schauspielerin und Pornodarstellerin der 1970er und 1980er Jahre. Sie arbeitete auch unter den Pseudonymen Jill Jackson und Kay Taylor Parker.

## Werdegang
1965, mit 21 Jahren, ging sie in die USA und ließ sich später in San Francisco nieder. Ihr Filmdebüt gab sie 1977, und eine gewisse Berühmtheit erlangte sie durch ihre Darstellung der Hauptrolle als Mutter „Barbara Scott“ in dem 1980 gedrehten Film Taboo. Dieser zeigte als erster Pornofilm das Thema Inzest und handelte von einer Affäre zwischen Mutter und Sohn. Der Film war sehr erfolgreich und gilt als Klassiker der Pornogeschichte. Er löste in den USA in den 1980er Jahren viele Diskussionen zu diesem Tabu-Thema aus. Von diesem Film gibt es mehrere Fortsetzungen, in denen Parker immer wieder die Rolle der älteren Frau spielt, die jüngere Männer verführt. Sie verließ das Pornogeschäft 1986 und spielte bis dahin in ca. 50 Filmen.
Parker wurde in die XRCO und AVN Hall of Fame aufgenommen. Sie arbeitete auch als New-Age-Beraterin. Im Jahr 2001 schrieb sie ein Buch mit dem Titel Taboo: Sacred, Don’t Touch, das von ihrer Kindheit, ihrer Karriere und ihren metaphysischen Erfahrungen handelt.

## Filmografie (Auswahl)
- 1978: V: The Hot One
- 1979: Chorus Call
- 1980: Kate and the Indians
- 1980: Downstairs, Upstairs
- 1980: Taboo
- 1982: Taboo II
- 1983: Private Teacher
- 1984: Taboo III
- 1984: Firestorm
- 1985: Taboo IV The Younger Generation

## Auszeichnungen
- 1983: Adult Film Association of America Award als „Best Supporting Actress“ in Sweet Young Foxes
- 1990: Aufnahme in die XRCO Hall of Fame
- 1990: Adult Film Association of America Lifetime Achievement Award